# Левенець Андрій Андрійович
Левен́ець Андр́ій Андр́ійович — український військовослужбовець із позивним "Льова" Національної гвардії України та учасник російсько-української війни.

## Життєпис
Народився 13 липня 2001 року, проживав у місті Дніпро.
Добровільно вирушив до ТЦК та СП м. Дніпро та був мобілізований відповідно до Указу Президента України № 69. За розпорядженням був направлений на службу до військової частини 3027 «Буревій».
Загинув 12 серпня 2023 року під час виконання військових обов'язків.

## Нагороди
- медаль "За військову службу Україні"[1]
- Орден За мужність III ступеня (посмертно)[2]